# Stubbe – Von Fall zu Fall: Stubbe sieht rot
Stubbe sieht rot ist die zweite Folge der ZDF-Krimireihe Stubbe – Von Fall zu Fall mit Wolfgang Stumph in der Titelrolle. Sie wurde unter Regie von Christa Mühl in Hamburg und Umgebung gedreht und am 21. Oktober 1995 um 20:15 Uhr im ZDF erstausgestrahlt. Die zehn ersten Folgen erschienen zusammen in einer DVD-Box.

## Handlung
Caroline Stubbe bewirbt sich nach dem Umzug mit ihrer Familie nach Hamburg, erfolgreich bei einer Gärtnerei. Für ihren Ehemann Wilfried Stubbe erweist es sich als problematisch, sein turbulentes Familienleben und seinen Beruf gut unter einen Hut zu bekommen. Kurzfristig hat auch noch Charlotte gesundheitliche Probleme, um die sich nun Wilfried kümmern muss. Tochter Christiane hat sich in Hamburg sehr gut eingelebt, da wird vor ihren Augen eine ihrer neuen Mitschülerinnen entführt. Die Täter ahnen allerdings nicht, dass sie das falsche Mädchen gekidnappt haben. Nicht Susi Winter, sondern die Tochter der wohlhabenden Jensens sollte entführt werden. Die 10-jährige Christiane Stubbe, als unmittelbare Zeugin, belastet das Ereignis sehr, deshalb möchte ihr Vater den Fall so schnell wie möglich lösen, doch sein Vorgesetzter will ihn, als Mitbetroffenen, wegen Befangenheit von den direkten Ermittlungen ausschließen und überträgt Wilfrieds Kollegen Zimmermann die Leitung.
Nachdem Familie Jensen eine Lösegeldforderung erhält und sich sehr zögerlich zeigt, wird sowohl den Entführern als auch der Polizei klar, dass jenen ein gravierender Irrtum unterlaufen und somit das Leben des Mädchens in größter Gefahr ist. Katja Jensen erhält zur Sicherheit einen Personenschutz, falls die Entführer noch einmal zuschlagen sollten. Diese melden sich nun mit einem Brief bei Katja, damit sie ihren Vater dahingehend beeinflussen soll, dass er das Lösegeld trotzdem zahlt. Da Katja ihrem Vater aber nicht traut, will sie ihrer besten Freundin selber helfen. Dazu sucht sie allen wertvollen Schmuck im Haus zusammen und nimmt eine große Menge Bargeld aus den Safe. Christiane Stubbe begleitet sie auf dem Weg zum angegebenen Übergabeort für das Lösegeld. Ihre Eltern bemerken inzwischen die Abwesenheit ihrer Töchter und befürchten das Schlimmste. Entsprechend überrascht sind sie, als die Mädchen wohlbehalten wieder auftauchen und vorgeben im Kino gewesen zu sein. Christianes Vater und die Polizei ahnen nichts von dem Alleingang der Mädchen, die nun sehnlichst Susis Freilassung erwarten. Doch die Entführer melden sich erneut mit weiteren Forderungen und konkreten Anweisungen. Während Katja bereit ist den Anweisungen Folge zu leisten, hat Christiane Zweifel und ist der Meinung, doch besser die Polizei einzuschalten. Schweren Herzens weiht sie ihren Vater in ihr Abenteuer ein, der sofort die Fahndung nach Katja einleitet, die bereits ganz allein auf dem Weg zu den Entführern ist. Durch Christianes Hinweis können die Entführer am Ort der Geldübergabe gefasst werden. Allerdings schweigen die beiden Männer und die Ermittler müssen allein herausfinden, wo das Mädchen versteckt sein könnte. Eine heiße Spur führt zu einer Brücke, an der einer der Täter vor Monaten mitgearbeitet hatte. Hier kann die Susi tatsächlich gefunden werden.

## Kritik
Die Kritiker der Fernsehzeitschrift TV Spielfilm vergaben die mittlere Wertung „Daumen zur Seite“.